# Ахшарумов Дмитро Дмитрович
Ахшарумов Дмитро Дмитрович (нар. 17 (29) травня 1823, Санкт-Петербург — 7 (20) січня 1910, Баку) — російський громадський діяч,  петрашевець, лікар-гігієніст. Син військового історика Дмитра Ахшарумова (1792—1837).

## Біографія
Закінчив у 1841 році 1-у петербурзьку гімназію, у 1846 році — східний факультет Петербурзького університету. Від лютого 1847 року служив у Азіатському департаменті Міністерства іноземних справ. Від грудня 1848 року відвідував «п'ятниці» М. В. Петрашевського. 1849 року разом з іншими петрашевцями виведено на ешафот. Смертну кару замінено позбавленням усіх прав стану та висилкою на 4 роки в арештантські роти в Херсон. 1851 року переведено рядовим на Кавказ. 1853 року за заслуги надано звання унтер-офіцера, 1856 року, після переходу у Віленський полк, — прапорщика. 1857 року вийшов у відставку і вступив на медичний факультет Дерптського університету. 1858 йому дозволено перейти в Петербурзьку медико-хірургічну академію, яку закінчив 1862 року із срібною медаллю. 1864 року вдосконалював знання в Берлінському, Паризькому, Віденському і Празькому університетах. Здобувши 1866 року ступінь доктора медицини, служив у другому петербурзькому військово-сухопутному шпиталі, одеському карантині, Кам'янець-Подільській міській лікарні, в Херсоні, від 1873 року — в Полтаві губернським медичним інспектором. Опублікував низку медичних праць, визнаних у Росії і за кордоном. 1882 року вийшов у відставку в чині дійсного статського радника. Після смерті 1885 року дружини наприкінці 1880-х років переїхав до Риги, де вчився його син. 1908 року повернувся до Полтави. 1909 року, тяжко хворий, поїхав до сина в Баку. Залишив спогади про участь у гуртку петрашевців, арешт, слідство, суд («Из моих воспоминаний 1849—1851». — Санкт-Петербург, 1905). Писав вірші.